# Тихие страницы
«Тихие страницы» — российский художественный фильм режиссёра Александра Сокурова, снятый в 1994 году по сценарию Юрия Арабова, по мотивам романа «Преступление и наказание» Фёдора Михайловича Достоевского и музыкального сочинения «Песни об умерших детях» композитора Густава Малера.
Фильм входит в трилогию Александра Сокурова: «Круг второй» — «Камень» — «Тихие страницы».

## Сюжет
Картина начинается со статичного кадра современного индустриального здания — автор хочет показать, что в фильме всё происходит в наше время. Молодой юноша, предположительно Родион Раскольников, ходит по улицам фантастического старинного города, где все здания в ужасном состоянии, при том город ещё и подтоплен наводнением. В городе полно нищих, проституток, пьяных людей, грешников. Отовсюду звуки пьяного веселья. На лице героя усталость и голод, а сам он в грязном старом пальто на голое тело. За то, что он случайно задевает прохожего, тот страшно избивает его прямо на улице.
Герой попадает в некий ужасный вертеп и выходит на изломанную лестничную площадку. На глазах у героя молодая пьяная девушка бросается в лестничный пролёт. Из соседней квартиры тоже выходит человек и с радостью бросается в пролёт. Из разных квартир начинают выходить весёлые люди и с радостью бросаться головой вниз в пролёт. Там, внизу, тёмная вода колышется от их погружения, но вскоре затихает, унеся их жизни.
Девушка, предположительно Соня Мармеладова, приглашает героя на похороны своего отца, погибшего накануне. Он обещает быть.
По просьбе девушки герой пишет у следователя письмо о возможности передачи вещей покойного его родственнику. Тот диктует, как писать.
Следователь говорит герою: «…оставьте краткую, но обстоятельную записочку. Так, две строчки, две только строчечки…»
Происходит объяснение между героем и Соней в каморке первого.
Герой ложится под лапу огромной уличной статуи льва. Картина завершается.

## Трактовка картины
Трактовать картину помогает аннотация, в которой сказано, что картина снята по мотивам русской прозы XIX века, а по ряду диалогов угадывается роман Достоевского «Преступление и наказание», и мы знаем сюжет этого романа, благодаря чему режиссёр может не рассказывать роман, а уделить время нравственному переживанию героя и пейзажам города. Город полон грехов и ужасов, он напоминает выживший Содом, где оргия превращается в кровопролитие и массовое самоубийство. Герой ходит по ужасным улицам города и мучается от совершённого преступления — убийства. Встреча с героиней может спасти его, и он жаждет этого спасения. Но никому, кроме себя, мы не в силах помочь. И, быть может, он единственный, кто может спастись в этом городе.

## История съёмок
Картина снималась как экранизация «Песен об умерших детях» Малера, но в ходе съёмок сценарий полностью поменялся. Этим объясняется то, что большая часть снятого материала не вошла в картину. Сами съёмки проходили на немецком острове в Северном море, где каждый год бывают наводнения, кроме того на заброшенном немецком заводе и в заброшенной угольной шахте. Изображение в картине достаточно мутно — детали необходимо разглядывать, но благодаря очень медленным кадрам, это вполне возможно. Кроме отснятого материала, в картину не вошла и специально записанная музыка — песни Малера Сокуров решил записать с вокалом и без вокала. В итоге в картину вошло очень мало музыки в принципе, зато не вошедшее вышло на специальной пластинке-сопровождении к картине (назвать пластинку саундтреком представляется не корректным). Примечательна работа звукорежиссёра Владимира Персова, создавшего гулкий, но объёмный звук повсеместного пьяного веселья в городе.

## В ролях
- Александр Чередник
- Сергей Барковский
- Елизавета Королёва
- Ольга Онищенко
- Галина Никулина